# 盾皮鮠
盾皮鮠，為輻鰭魚綱鯰形目美鯰科的其中一種。分布於南美洲巴西塞阿臘的沿岸河川，屬日行性魚類，棲息在中層水域，體長可達4公分，喜群游，可做為觀賞魚。

## 扩展阅读
維基物種上的相關：盾皮鮠